# 平羅橋
平羅橋 （へいらばし）は、日本の本州と安芸灘諸島を8つの橋で結ぶ安芸灘諸島連絡架橋のうち、大崎下島と平羅島を繋ぐ道路橋である。

## 概要

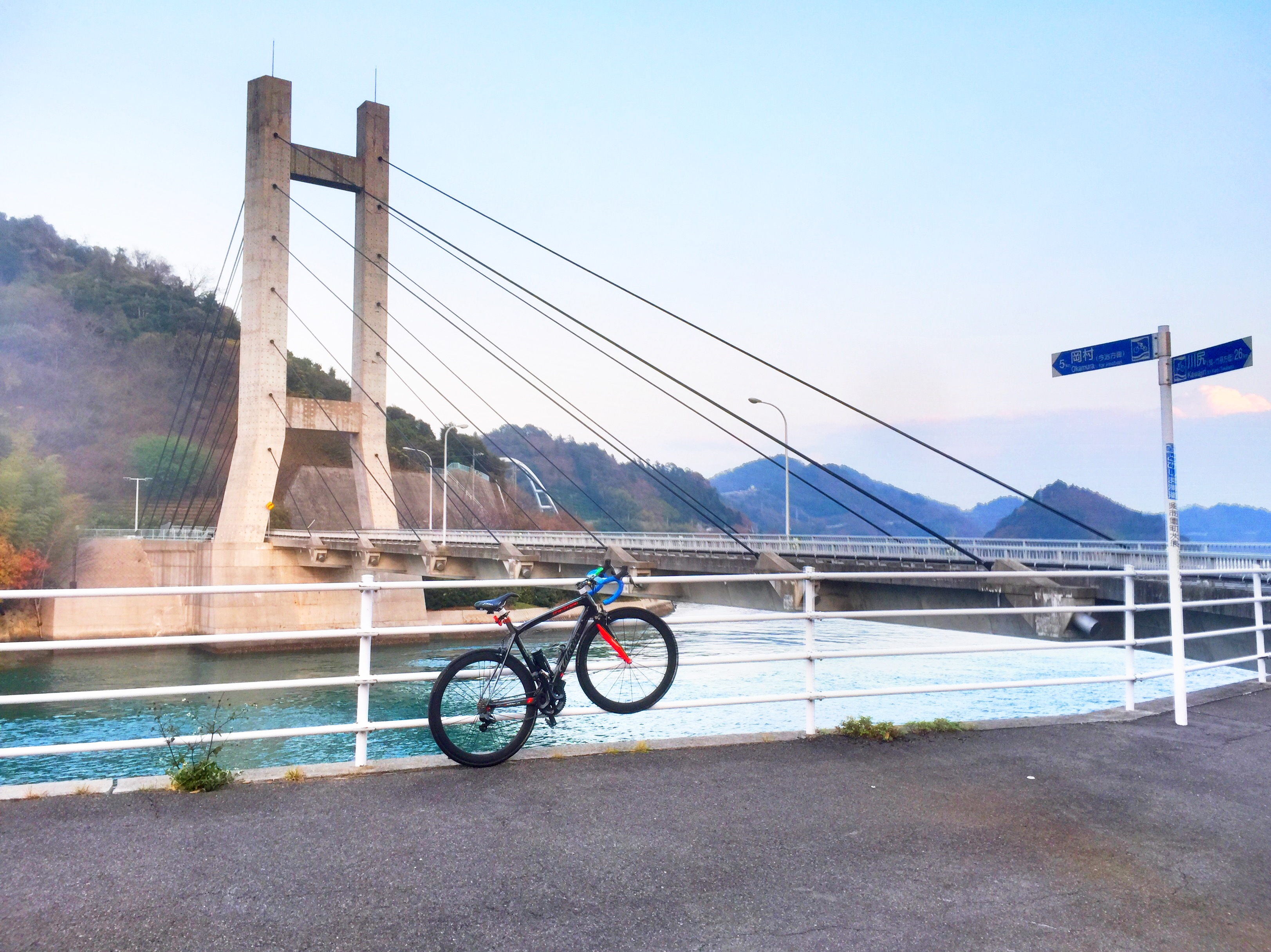

1995年（平成7年）8月1日開通。県の大崎下島地区広域営農団地農道整備事業つまり大崎下島広域農道として整備された農道橋であり、完成後に呉市に移管したものである。
安芸灘諸島連絡架橋のうち、本土側から5番目にあたることから「安芸灘5号橋」とも呼ばれる。その8橋のうち一番小さい橋であり、唯一のコンクリート橋である。

## 構造

### 諸元
- 橋種 : 単径間PC片吊り斜張橋[1]
- 橋長 : 98.5m[1]
- 最大支間長 : 97.9m[1]
- 主塔高 : 45.0m[1]
- 幅員 : 車道5.5m、歩道1.5m[1]
- 航路限界 : 4.5m - 5.6m[1]

### 特徴
この海峡は狭く、通航する船舶も漁船など小型船に限られたため、海面との桁下高さを5m程度と低く設定されたことにより、鋼橋では波浪による防錆、つまり塩害対策で維持管理費が増大する可能性が出てきたことから、経済性でコンクリート橋が採用された。更に、航路確保のため中間に橋脚を置かない長大橋が考えられ、大崎下島側が広島県道355号大崎下島循環線との交点であることから、視界確保も重要視された。
そこでプレストレスト・コンクリートによる斜張橋、平羅島側のみ主塔がある片吊り型と呼ばれるものに決定した。施工は平羅島側からの張出架設となり、現場打ちではなくプレキャストブロック工法が採用された。この工法によるPC斜張橋は日本初施工例となり、大幅な工期短縮を達成し、同時期に竣工した大芝大橋とともに、PC斜張橋における技術的向上に貢献した橋でもある。

## 参考資料
- 平羅橋 - 広島県観光サイト